# Meninas Formicida
Meninas Formicida é um curta-metragem brasileiro de 2017, escrito e dirigido por João Paulo Miranda Maria. O filme foi selecionado para competição de curta-metragens do Festival de Cinema de Veneza em 2017, onde teve sua estreia mundial. O filme foi uma co-produção entre o Brasil e a França, sendo filmado na cidade de Rio Claro, no interior paulista.
Posteriormente, o filme foi selecionado e premiado em diversos festivais brasileiros, tais como o Curta Cinema, Panorama Internacional Coisa de Cinema, Festival Guarnicê de Cinema, Goiânia Mostra Curtas e outros. 